# Julija Fomenko (atletinja)
Julija Nikolajevna Čiženko-Fomenko, (rusko Юлия Николаевна Чиженко-Фоменко), ruska atletinja, * 30. avgust 1979, Arhangelsk, Sovjetska zveza.
Ni nastopila na olimpijskih igrah. Na svetovnih prvenstvih je leta 2005 osvojila srebrno medaljo v teku na 1500 m, toda zaradi oviranja sotekmovalke je bila diskvalificirana. Na svetovnih dvoranskih prvenstvih je osvojila naslov prvakinje v isti disciplini leta 2006, na evropskih prvenstvih pa srebrno medaljo istega leta. Leta 2008 je prejela dvoletno prepoved nastopanja zaradi dopinga.